# Rafael de Oliveira II
Rafael de Oliveira, o Moço (c. 1602, São Paulo dos Campos de Piratininga — 1654, São Paulo dos Campos de Piratininga), foi um bandeirante paulista, é considerado o fundador da freguesia de Nossa Senhora do Desterro do Mato Grosso de Jundiaí. Era filho de Rafael Oliveira, o Velho, aceito por alguns historiadores como o verdadeiro fundador, e de Paula Fernandes, filha de Susana Dias, fundadora de Santana de Parnaíba, e era também irmão de outros bandeirantes, entre eles, o mais destacado Alberto de Oliveira d'Horta.